# タヌトアメン
タヌトアメン（英語:Tantamani, 前664 - 656年頃?）とは、エジプト第25王朝（ヌビア朝）の五代目のファラオ。クシュ王国の国王でもある。、タヌタムンまたはタンウェタマーニ（エジプト）またはテメンテス（ギリシャ語）という別の呼称もある。彼が支配を行った地域は、スーダン北部にある古代エジプト王国およびクシュ王国であった。彼の即位名は「バカラー」で、これは、「栄光の魂」を意味するものであると考えられている。彼の他の名には、タンタマニとも呼ばれることがある。

## 生涯
彼はエジプト第25王朝、4代目のファラオ、シャバカ王の息子であり、その前任者タハルカの甥であった。一部の情報源では、彼はシェビツクの息子であると言われている。アッシリア王国の記録は彼のことをシャバカの息子と呼び、カルハタをタハルカの姉妹と呼んでいたという。一部のエジプト考古学者は、彼はシェビツクの息子であると述べてアッシリア語の文献の翻訳に臨み、彼はシャバカ自身の息子である可能性が最も高いため、彼をシャバカの息子であると考えることがより一般的である、との考えに至った。
彼は、先代・タハルカの意思を継いでエジプトの支配権回復を目指して活発に活動した。かつてのピアンキ王の『勝利の碑文』とともに発見されたタヌトアメンの『夢の碑文』には、タヌトアメンが見たという夢についての記録が残っている。それによれば、彼は二匹の蛇が出てくる夢を見た。この夢は「南の国はあなたのものです。あなたは北の国をも取りなさい。」と言う意味に解され、彼はそれに従ってエジプトの再征服に向けて軍事行動を起こしたという。 
アッシリア人がネカウ1世を王（ファラオ）に任命してエジプトを去ると、タヌトアメンはヌビアからナイル川を下って行軍し、メンフィスを含むエジプトのすべてを占領し、再び上下エジプトをエジプト人の支配下におさめた。アッシリア人の王であるネカウ1世は、彼の作戦で殺害された。しかし、これに対して、アッシリア人は兵力も伴ってエジプトに戻り、デルタでタヌトアメンの軍隊を打ち負かし、首都テーベと同じくらい南に進んだ。アッシリアの征服によってヌビア人の第25王朝のエジプト支配は事実上終了したが、タヌトアメンの王としての権限は紀元前656年ののち8年間、プサムティック1世がテーベを支配し、エジプト全土を効果的に統一するまで、エジプトの上の、クシュ王国の支配領域で認められた 。
その後、タヌトアメンはヌビア（クシュ）のみを統治した。彼は紀元前653年に亡くなり、タハルカの息子であるアトラネルサが後を継いだ。彼はエルクルの家族墓地に埋葬された。考古学者チャールズ・ボネットは、2003年にケルマでタヌトアメンの像（現在はドゥッキゲルと呼ばれている）を発見した。

## 画像

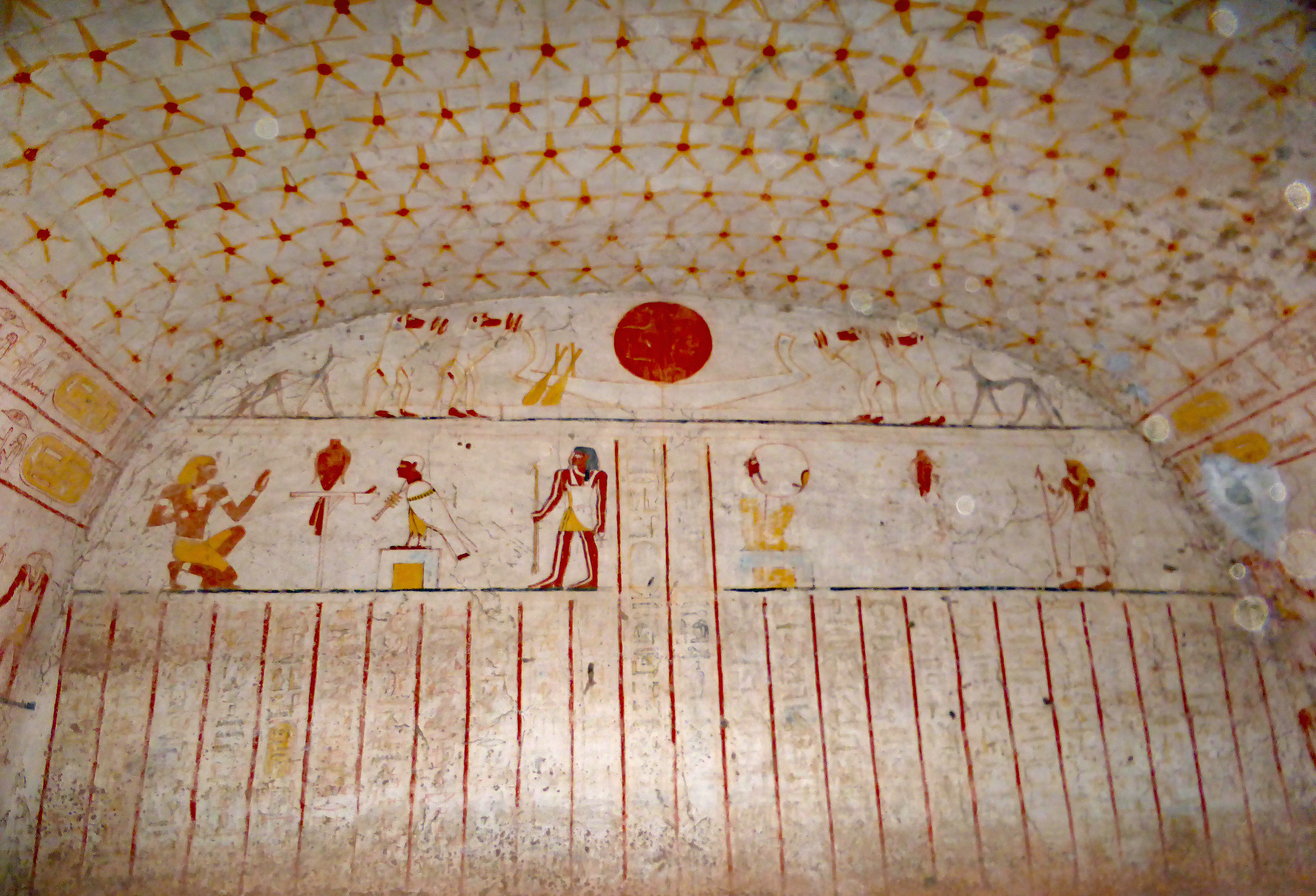
墓室の天井
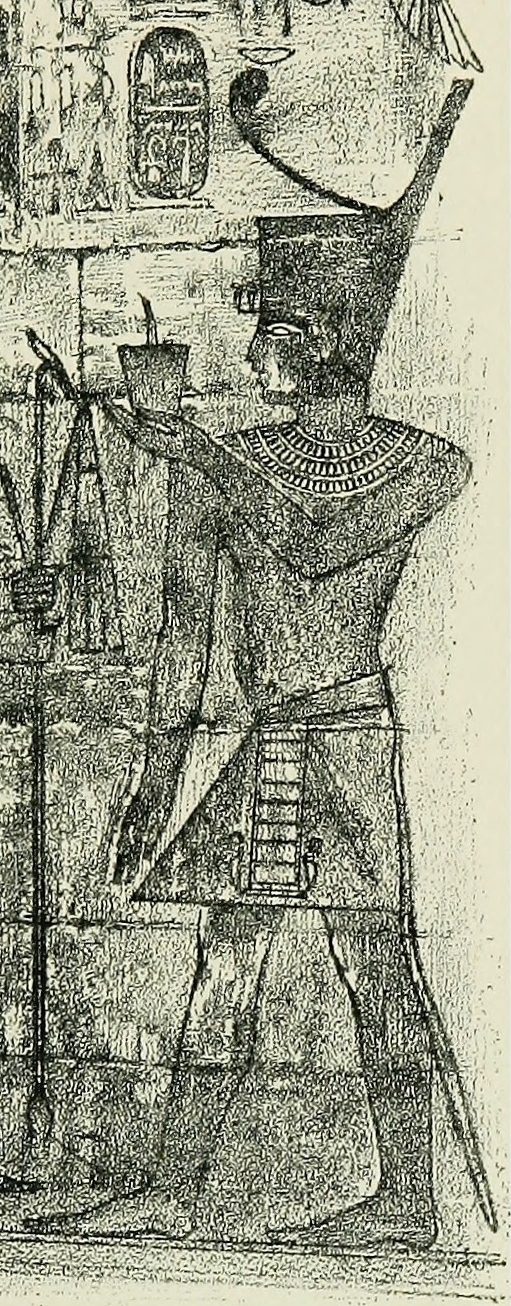
壁画
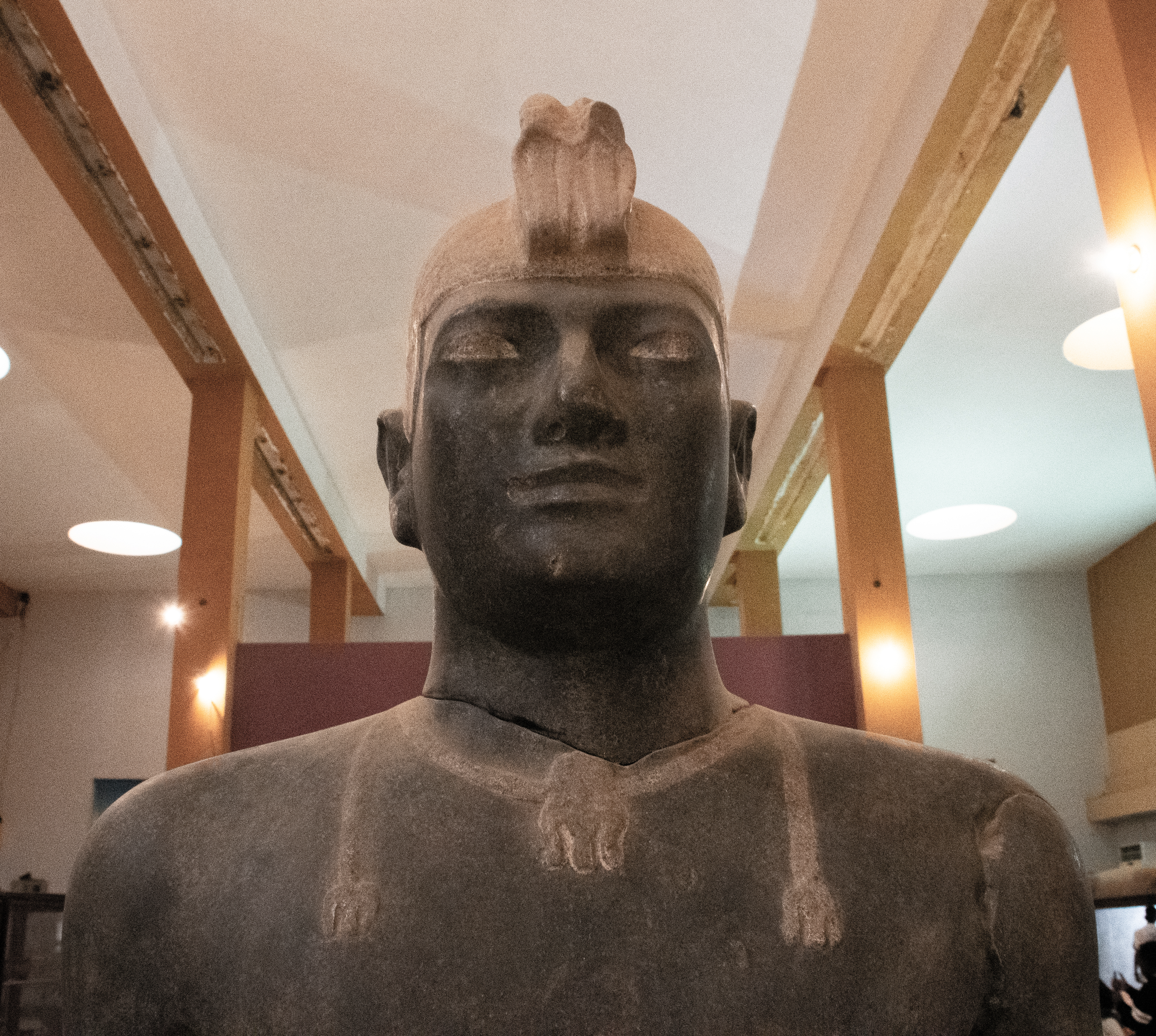
立像
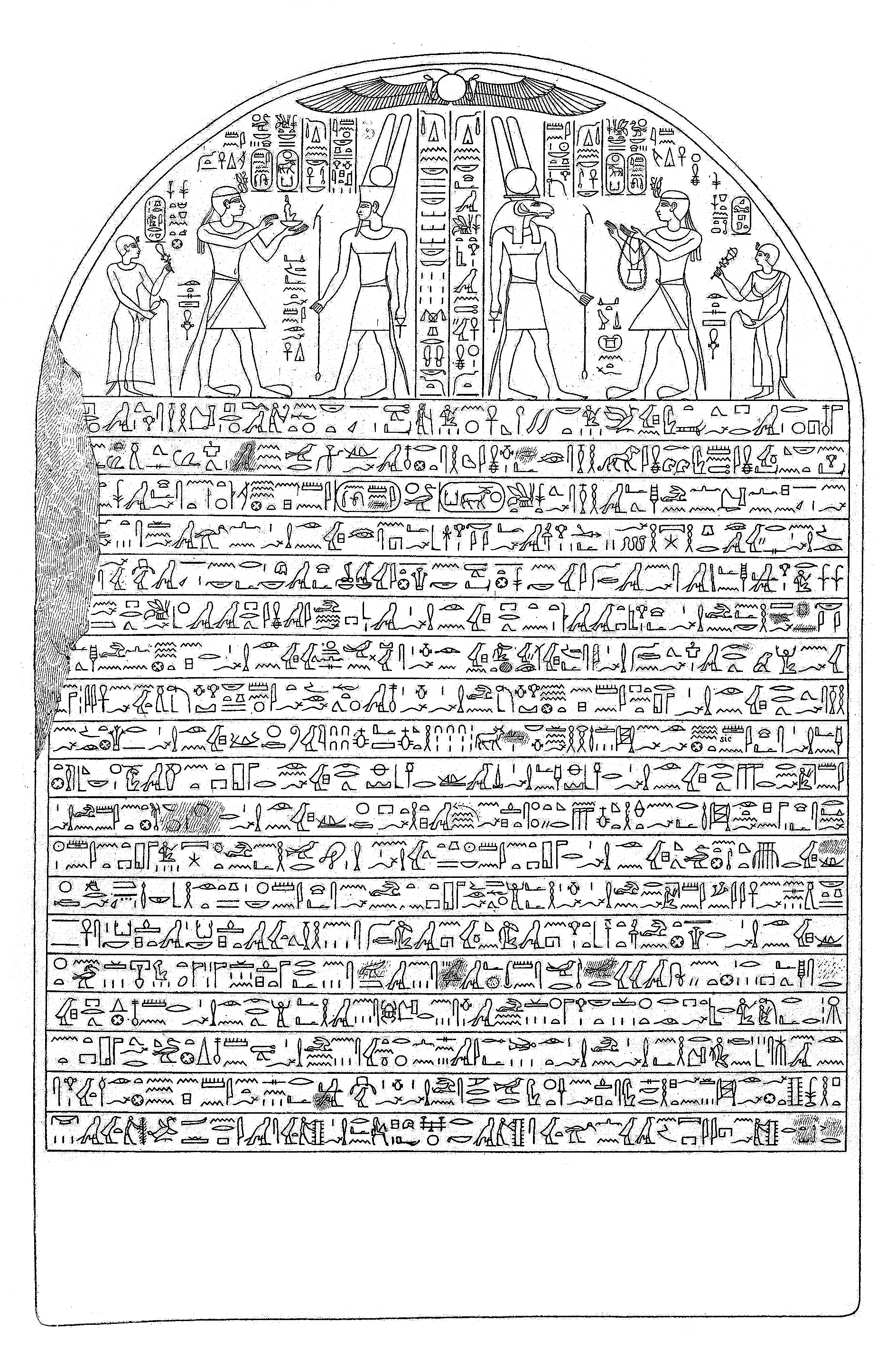
「夢の碑文」
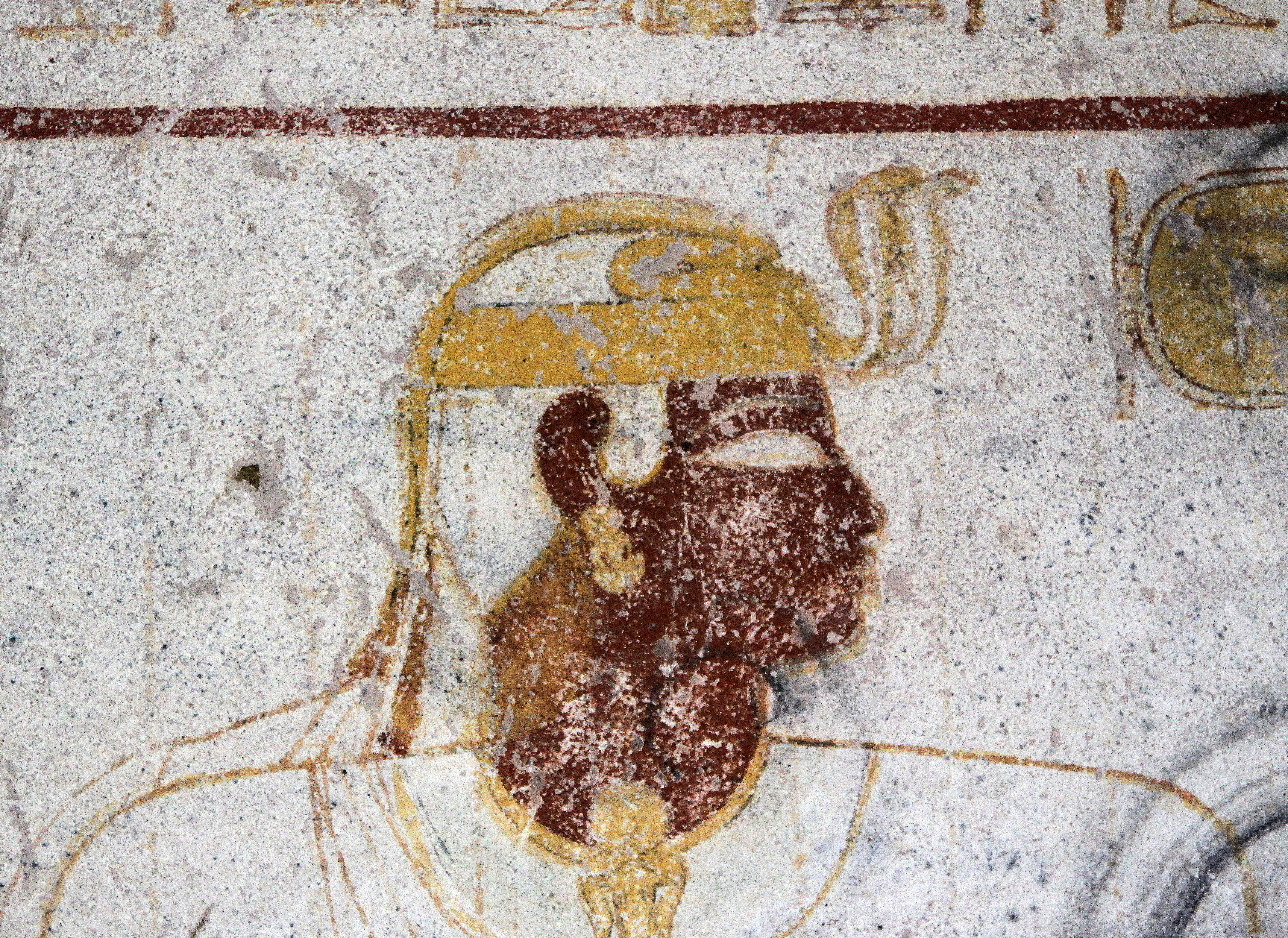
壁画

## 家族
彼はシャバカ王の息子であり、前のファラオであるタハルカの甥で、タハルカ王の弟シャバカの実の息子であるとした。しかし、他のいくつかの情報源では、彼はさらに先代のファラオ、シャバタカ王の息子であるとも言われる。アッシリアの記録はタヌトアメンをシャバカの息子と呼び、母カルハタをタハルカの姉妹と呼んでいる。現在のエジプト学では、彼はシャバカ自身の息子である可能性が最も高いため、タヌトアメンをシャバカの息子と考えるのがより一般的な見解となった。

### 妻
- ピアンハルティ
- サルカ
- マラカイ

### 子女
- アトラネルサ王